# Thalassery
Thalassery (äldre namn Tellicherry) är en stad i den indiska delstaten Kerala, och tillhör distriktet Kannur. Staden ingår i Kannurs storstadsområde, och folkmängden uppgick till 92 558 invånare vid folkräkningen 2011.